# Zircosienita
En Geología, zircosienita es una roca comprendida en la familia de las nefenílicas que forma parte del tipo granitoide en la serie antigua y grupo de las rocas neutras, y recibió el nombre que lleva por ser un elemento esencial y característico de la misma el zircón, cuyo yacimiento más clásico se encontró en Brevig y Laurvig, Noruega, siendo una roca casi siempre ácida pues contiene una tanto por cierto muy elevado de ácido silícico y también alumina y varios alcalís.

## Minerales esenciales
Sus minerales esenciales son el zinc, feldespato ortosa, micr.,  eleolita, sodalita, que según Ferdinand André Fouqué y Auguste Michel-Lévy han disuelto y corroído a los restantes elementos (más hornablenda y algo de cuarzo).
Alguna obra de Fouqué:
- Santorini and its eruptions, Baltimore, 1998.
- Synthèse des minéraux et des roches, París, G. Masson, 1882.
- Minéralogie micrographique:...., París, 1879.

Alguna obra de Michel-Lévy:
- Junto a Mireille Christophe-Michel-Lévy Tableaux des minéraux des roches, París, 1859.
- Contribution à l'étude des magmas chimiques..., París, 1903.
- Classification des magmas des roches éruptives, París, 1897.

## Lasaulx
Según la opinión de Arnold von Lasaulx la zircosienita forma parte de las rocas de ortoclasa y eleolita, grupo de las monocristalinas, incluidas en las cristalinas, que a su vez forman parte de las en masa en el tipo de las polimictes o compuestas.
Alguna obra de Lasaulx:
- Junto a G.A. Kenngott: Handwörterbuch der Mineralogie, Geologie,.., Breslau: E. Trewendt, 1882-87, 3 vols.
- Elemente der Petrographie, Bonn: E. Strauss, 1875.

## Rosenbusch
El petrógrafo alemán Harry Rosenbusch constituyó el grupo de las sienitas eleolíticas, incluyendo a la zircosienita, sirviendo de tipo para su descripción de las zircosienitas de Noruega y Groelandia y colocando a continuación algunas variedades que recibieron nombres particulares:
- Foyaíta con anfibol (Portugal)
- Miarcita con mica negra.
- Ditroíta conteniendo:
  - Sodalita
  - Mica
  - Hornablenda
  - Procedente de Transilvania
- Alguna obra de Rosenbusch:
  - Elemente der Gesteinslehre, Stuttgart, 1923, 779 páginas.
  - Microscopical physiography of the rockmaking minerals:.., New York, Wiley, 1893.

## Feldespato ortosa de Laurvig
El feldespato de ortosa de Laurvig, Noruega, presenta un reflejo azul con irisaciones muy características y se encuentra también un piroxeno rómbico bastante próximo a la hiperstena.

## Brevig, Noruega
En Brevig se encontró con la zircosienita la caliza silúrica presentando vernerita y granate, y en otras localidades se presenta la lepidota con el anfibol.